# Hoplocryptus ohgushii
Hoplocryptus ohgushii är en stekelart som först beskrevs av Setsuya Momoi 1963.  Hoplocryptus ohgushii ingår i släktet Hoplocryptus och familjen brokparasitsteklar. Inga underarter finns listade i Catalogue of Life.